# Breidablick
Breidablick az Amerikai Egyesült Államok északnyugati részén, Washington állam Kitsap megyéjében elhelyezkedő önkormányzat nélküli település.
A települést 1892-ben nevezte el Ole M. Abel; a névadó Breidablik számos norvég történet helyszíne. Egyes létesítmények (például a kápolna és a temető) ma is a Breidablik nevet viselik. Breidablickben 1894 és 1942, valamint 1990 és 2013 között működött általános iskola.

## Fordítás
Ez a szócikk részben vagy egészben  a   Breidablick, Washington című angol Wikipédia-szócikk ezen változatának fordításán alapul.  Az eredeti cikk szerkesztőit annak laptörténete sorolja fel. Ez a jelzés csupán a megfogalmazás eredetét és a szerzői jogokat jelzi, nem szolgál a cikkben szereplő információk forrásmegjelöléseként.